# Kanasj

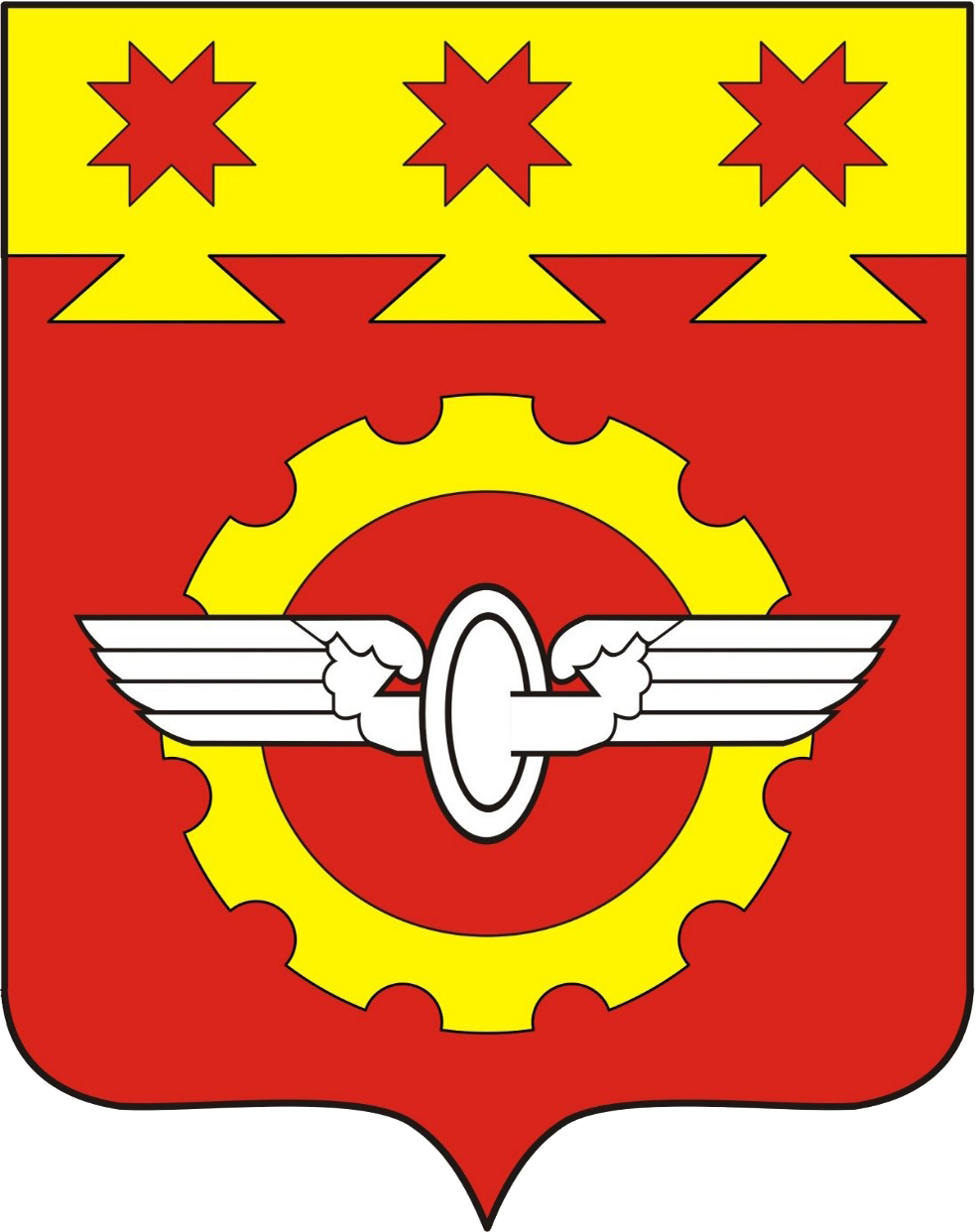
Stadsvapen.

Kanasj (tjuvasjiska och ryska: Канаш) är den tredje största staden i Tjuvasjien i Ryssland. Folkmängden uppgick till 45 734 invånare i början av 2015.
Staden grundades 1891 och kallades Sjahran (Шăхран, eller Шихраны på ryska). 1925 döptes staden om till Kanasj som betyder råd eller "sovjet" på tjuvasjiska. Kanasj har en järnvägsstation. I staden ligger en stor tågvagnfabrik.